# Blatné Remety
Blatné Remety (Hongaars: Sárosremete) is een Slowaakse gemeente in de regio Košice, en maakt deel uit van het district Sobrance.
Blatné Remety telt 558 inwoners.